# Воейков, Андрей Матвеевич
Андрей Матвеевич Воейков — боярин, ясельничий и думный дворянин, известный окончательным разгромом войска сибирского хана Кучума.
Из княжеского рода (по легенде вышедшего из Пруссии в 1383 году), а затем дворянского рода.
В 1597—1599 годах княжеский наместник городовой воевода в городе Тара.
В 1598 года выступил совместно с вторым Тарским воеводой Иваном Кольцовым-Мосальским с отрядом из 700 русских и 300 татар против хана Кучума, которого настиг у впадения реки Ирмень в Обь. В Ирменском сражении 20 августа 1598 года силы хана были разбиты, множество татар погибли в бою либо утонули в Оби. Большинство пленников было повешено, за исключением наиболее знатных из них.
С 1602 года воевода в Новгороде-Северском. Построил Севский острог (1603). С 1603 года нёс службу при царском дворе в Москве, в том же году назначался приставом при послах из Любека и при Кизилбашских (Персидских) послах. В 1605 году собирал армию против Лжедмитрия I в Чернигове и участвовал в боевых действиях против самозванца, выдержал трехнедельную осаду Новгорода-Северского войском Лжедмитрия, а после разгрома армии самозванца в битве при Добрыничах во главе отряда преследовал его остатки. После смерти царя Бориса Годунова присягнул Лжедмитрию I, в январе 1606 году упоминается в составе посольства для встречи царской невесты Марины Мнишек в Смоленске. 
Во второй половине 1606 года направлен новым царём Василием Шуйским во главе большого посольства в Крымское ханство с целью известить хана о смене царя и заручиться миром от последнего.
Согласно Русскому биографическому словарю умер в 1607 году. Согласно новейшим исследованиям, Войкова действительно не стало в этом году, но он не умер, а погиб: при возвращении из Крыма вместе с посольским подьячим З. Языковым и несколькими дворянами посольства, при возвращении из Крыма захвачен у Валуек приверженцами самозваного «царевича Петра» и казнён (или замучен) в Путивле.
По другим (сомнительным) данным, дожил как минимум до 1655 года, будучи воеводой Могилёва.
2 декабря 1608 года к обители были положены: серебряный золочёный кубок, золотой ковш с венцом, на котором было написано: «Божию Милостию Царь и Великий Князь Иван Васильевич всея Руси». На ковше двуглавый орёл с надписью «Государь пожаловал Андрея Воейка».